# سریبراس
سریبراس (انگلیسی: Cerebras) شرکت الکترونیک آمریکایی است، که در سال ۲۰۱۵ تأسیس شد.